# Antōnīs Oikonomopoulos
Antōnīs Oikonomopoulos (in greco Αντώνης Οικονομόπουλος?; Atene, 9 maggio 1998) è un calciatore greco, difensore del Nikī Volo.

## Carriera

### Club
Cresciuto nel settore giovanile del Panathīnaïkos, nell'agosto 2018 viene ceduto in prestito allo Sparta, in seconda divisione, dove però non riesce a ritagliarsi spazio nella rosa (collezionando a malapena una presenza in coppa), facendo già rientro al Panathīnaïkos nel mese di ottobre. Nel febbraio 2019, viene acquistato a titolo definitivo dall'Apollōn Smyrnīs, con cui debutta in campionato il 14 aprile seguente, giocando l'incontro perso in casa per 0-1 contro il Panaitōlikos. Chiude la stagione con 3 presenze nella massima serie greca. In estate firma con il PAS Giannina, società che la quale al termine della stagione 2019-2020 vince il campionato di seconda divisione e torna in massima serie.

### Nazionale
Nel 2014 ha giocato 3 partite con la nazionale greca Under-17.

## Statistiche

### Presenze e reti nei club
Statistiche aggiornate al 14 maggio 2023.
| Stagione            | Squadra             | Campionato          | Campionato | Campionato | Coppe nazionali | Coppe nazionali | Coppe nazionali | Coppe continentali | Coppe continentali | Coppe continentali | Altre coppe | Altre coppe | Altre coppe | Totale | Totale |
| Stagione            | Squadra             | Comp                | Pres       | Reti       | Comp            | Pres            | Reti            | Comp               | Pres               | Reti               | Comp        | Pres        | Reti        | Pres   | Reti   |
| ------------------- | ------------------- | ------------------- | ---------- | ---------- | --------------- | --------------- | --------------- | ------------------ | ------------------ | ------------------ | ----------- | ----------- | ----------- | ------ | ------ |
| ago.-ott. 2018      | Sparta              | FL                  | 0          | 0          | CG              | 1               | 0               |                    | -                  | -                  |             | -           | -           | 1      | 0      |
| feb.-giu. 2019      | Apollōn Smyrnīs     | SL                  | 3          | 0          | CG              | -               | -               |                    | -                  | -                  |             | -           | -           | 3      | 0      |
| 2019-2020           | PAS Giannina        | SL2                 | 4          | 0          | CG              | 3               | 0               |                    | -                  | -                  |             | -           | -           | 7      | 0      |
| 2020-2021           | PAS Giannina        | SL                  | 12         | 0          | CG              | 1               | 0               |                    | -                  | -                  |             | -           | -           | 13     | 0      |
| 2021-2022           | PAS Giannina        | SL                  | 14         | 0          | CG              | 0               | 0               |                    | -                  | -                  |             | -           | -           | 14     | 0      |
| Totale PAS Giannina | Totale PAS Giannina | Totale PAS Giannina | 30         | 0          |                 | 4               | 0               |                    | -                  | -                  |             | -           | -           | 34     | 0      |
| 2022-2023           | Volo                | SL                  | 5          | 0          | CG              | 0               | 0               |                    | -                  | -                  |             | -           | -           | 5      | 0      |
| Totale carriera     | Totale carriera     | Totale carriera     | 38         | 0          |                 | 5               | 0               |                    | -                  | -                  |             | -           | -           | 43     | 0      |

## Palmarès

### Club

#### Competizioni nazionali
- Souper Ligka Ellada 2: 1

PAS Giannina: 2019-2020